# Callicore lyca
Callicore lyca là một loài bướm ngày thuộc họ Nymphalidae. Nó được tìm thấy ở phía nam của México to Peru.

## Phụ loài
The following subspecies are regognised:
- C. l. lyca in Mexico
- C. l. mionina (Hewitson, 1855) in Colombia
- C. l. aegina (C. & R. Felder, 1861) in Mexico en mogelijk Colombia
- C. l. salamis (C. & R. Felder, 1862)
- C. l. aerias (Godman & Salvin, 1883) in Guatemala, Nicaragua, Costa Rica, Panama
- C. l. mena (Staudinger, 1886) in Peru
- C. l. odilia (Oberthür, 1916) in Colombia
- C. l. exultans (Fruhstorfer, 1916) in Bolivia
- C. l. bella (Röber, 1924) in Colombia
- C. l. sticheli (Dillon, 1948) in Colombia